# Weinmannia descendens
Weinmannia descendens là một loài thực vật thuộc họ Cunoniaceae. Đây là loài đặc hữu của Peru.